# Iron Fist (seriefigur)

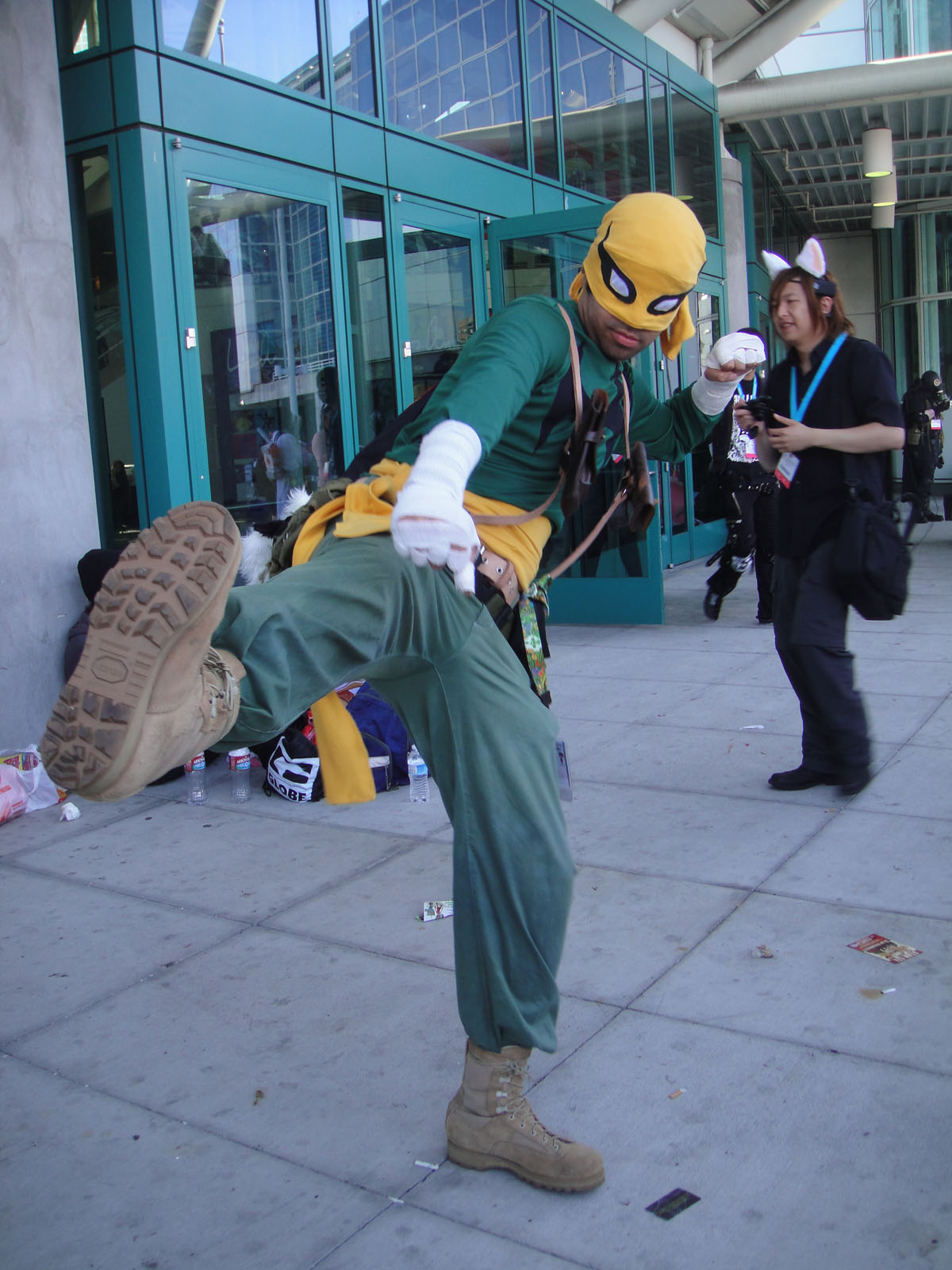
Person utklädd till Iron Fist

Iron Fist (Daniel "Danny" Rand) även känd som Järnnäven på svenska är en seriefigur från serieförlaget Marvel Comics. Iron Fist skapades av Roy Thomas och Gil Kane och framträdde för första gången i det 15:e numret av Marvel Premiere i maj 1974. Iron Fist är en superhjälte och kampsportsvirtuos.

## Utgivning
Iron Fist skapades av Marvel Comics i början av 1970-talet, tillsammans med andra figurer som Shang-Chi (Mästaren på karate), i en tid då populariteten för kampsport fått ett tillfälligt stort uppsving. Iron Fist uppträdde i nio nummer av Marvel Premiere (#15–24) innan han fick en egen serietidning i november 1975. Han framträdde också i Deadly Hands of Kung Fu från nummer 10. Försäljningen minskade snart och den egna titeln lades ner efter femton nummer. De lösa ändarna av historien togs upp och avslutades i Marvel Team-Up (#63-64). Iron Fist dök sedan upp i Power Man (#48) där han slogs tillsammans med Luke Cage. Efter några nummer bytte tidningen Power Man namn till Power Man and Iron Fist och publicerades fram till och med nummer 125 i september 1986.
Under 1990-talet och 2000-talet har han framträtt i ett flertal miniserier och gästspelat i andra marvelpublikationer, till exempel i John Byrnes Namor mellan åren 1991–1992. 

## Annan media

### Film
Skådespelaren Ray Park är tänkt att spela huvudrollen i en film baserad på serien som är planerad till någon gång under 2008 . Filmen har varit under planeringsstadium under flera år och det är fortfarande oklart om filmen kommer senareläggas igen.

### Tv-spel
Iron Fist finns med som en icke spelbar figur i tv-spelet Spider-Man and Venom: Maximum Carnage (1994), som är släppt på konsolerna Super Nintendo och Sega Genesis. Han finns även med i Facebook-spelet Marvel Avengers Alliance.